# Naim Szadávi
Naim Szadávi Szad, perzsául: نعیم سعداوی; (Karadzs, 1969. június 16. –) válogatott iráni labdarúgó, hátvéd, edző.

### Klubcsapatokban
1996–97-ben a Bahman, 1997 és 1999 között a Perszepolisz, 1999 és 2004 között a Fulád labdarúgója volt.

### A válogatottban
1996 és 1998 között 26 alkalommal szerepelt az iráni válogatottban. Tagja volt az 1998-as franciaországi világbajnokságon részt vevő csapatnak.

## Sikerei, díjai
Irán
- Ázsia-kupa
  - bronzérmes: 1996

 Perszepolisz
- Iráni bajnokság
  - bajnok: 1998–99